# محمد الديب (ممثل)
محمد الديب (4 أكتوبر 1908 - 21 أكتوبر 1979)، هو ممثل مصري.
وُلد في عام 1908 في القاهرة، وعمل في بدايات حياته الفنية مع الفنان نجيب الريحاني في فرقته، وعمل في مجال السينما منذ منتصف الثلاثينات من خلال عشرات الأدوار المساعدة، ومن الأفلام التي عمل بها: (بسلامته عايز يتجوز، الشاطر حسن، الأستاذة فاطمة، حسن ومرقص وكوهين، عفريت سمارة، ظلموني الحبايب، قلبي يهواك ). عمل محمد الديب أيضًا مع الفنان أمين الهنيدي في السينما والمسرح.

## وفاته
توفي في 21 أكتوبر 1979 عن عمر يناهز 71 عامًا.

## أعماله
- بيني وبينك 1953

## مقالات ذات صلة
- جمالات زايد